# 4137 Crabtree
4137 Crabtree este un asteroid din centura principală, descoperit pe 24 noiembrie 1970 de Luboš Kohoutek.